# ガルガーネガ
ガルガーネガ（イタリア語: garganega）は、イタリアを原産地とする白ワイン用ブドウ品種のひとつである。イタリア北部のヴェネト州で広く栽培されており、とりわけヴェローナ県やヴィチェンツァ県で顕著である。イタリアでは、白ワイン用品種として第8位の栽培面積（2010年のデータ）を占める。ガルガーネガはヴェネト産の白ワインであるソアーヴェの中心品種であり、またガンベッラーラでも多くブレンドされて使われる。
2003年と2008年に行われたDNA解析によると、シチリアで栽培されるグレカニコ・ドラート（グレカニコ）と同一品種であることが判明した。なお、それ以前から、ガルガーネガとグレカニコの間には房、果実、葉などの類似性が指摘されており、関連性の高い品種であろうと考えられていた。

## 生産地域
ソアーヴェにおいては、ガルガーネガは70～100%使用される。残りはトレッビアーノやシャルドネがブレンドされることが多い。基準の厳しいソアーヴェ・クラシコにおいては、レモンやアーモンド、スパイスのような香りを持つ繊細なワインとなる。ソアーヴェ以外でも、ガンベッラーラ、ビアンコ・ディ・クストーザ、コッリ・ベリチ、コッリ・エウガネイなどのDOCで使われる。ヴェネト州以外でも、ウンブリア州やフリウリ＝ヴェネツィア・ジュリア州で一部生産されている。
シチリアではグレカニコ・ドラートの名前で栽培されている。果実の成熟は遅く、作られるワインには鋭い酸味がある。

## 栽培とワインの特徴
ガルガネーガの生育は遅めの傾向があり、樹勢は非常に強い。ソアーヴェ・クラシコの生産域から外れた肥沃で平坦な地域においては、収量は極めて多くなり、その結果ワインは薄く、ニュートラルな香りになる。ガルガネーガは酸が強いため、レチョートのような10年以上の長期熟成が可能な甘口ワインの生産にも適している。

## 系統
2008年に発表されたイタリアでの研究により、DNA解析によってガルガネーガとその他のイタリアのブドウ品種（アルバーナ、カタラット、Empibotte、Greco Bianco del Pollino、Malvasia di Candia a Sapore Semplice、マルヴァジア・ビアンカ、モントニコ・ビアンコ、トレッビアーノ・トスカーノ）と近縁であることが示された。これら品種のなかには、ガルガネーガを親に持つものもあると考えられる。しかし、これら品種の正確な関係性については結論が出ておらず、ガルガネーガの親に当たる品種は特定されていない。興味深いことに、上記の7品種はイタリアの南部から北部まで広がっており、トレッビアーノ・トスカーノに至ってはイタリア国境を越えて栽培されている（トレッビアーノ・トスカーノはフランスではユニ・ブランの名前で栽培されている）。このことから、ガルガーネガはイタリアの白ブドウの系譜を読み解くうえで鍵となる品種であるといえる。